# Magna Carta (An Embroidery)
Pour les articles homonymes, voir Magna Carta (homonymie).
Magna Carta (An Embroidery) est une création de l'artiste britannique Cornelia Parker, réalisée en 2015 à l'occasion des 800 ans de la rédaction de la Magna Carta.

## Description
Commandée par la Ruskin School of Drawing and Fine Art (en) auprès de Cornelia Parker, l'œuvre est une tapisserie de 13 mètres de long représentant le contenu de l'article Magna Carta sur la version anglophone de Wikipédia en date du 15 juin 2014.
L'artiste s'est entourée de plus de 200 brodeurs pour mener à bien la réalisation de la tapisserie. Parmi eux plusieurs dizaines de prisonniers, des spécialistes de la broderie pour les parties les plus compliquées, ainsi qu'un certain nombre de personnalités. Jarvis Cocker a ainsi brodé le terme « Common People » en référence à l'une des chansons, Edward Snowden le mot « freedom », Peter Tatchell « democracy ».
La tapisserie est exposée à la British Library du 15 mai au 24 juillet 2015 dans le cadre de l'exposition Magna Carta: Law, Liberty, Legacy.

Photographie de la tapisserie représentant l'intégralité de l'article Magna Carta dans sa version sur Wikipédia anglophone.